# 監視者們
《監視者們》（韓語：감시자들）是一部2013年上映的韓國電影，翻拍自香港電影《跟蹤》，描寫隱蔽真實身份的監視專家們與每次受到危機四伏的追蹤卻都能幸運逃脫的秘密犯罪者之間驚心動魄的對決。
在韓觀影人數超過550萬，該片受邀參加第38屆多倫多電影節主展映單元以及夏威夷國際電影節。

## 劇情介紹
「特殊犯罪組監視班」是韓國警局內部專門追蹤武裝重案的秘密組織。監視組黃班長(薛耿求 飾)，經驗豐富但性格衝動，處置罪犯絕不手軟。河允珠(韓孝周 飾)雖為菜鳥，但擁有超敏銳的直覺，以及過目不忘的絕佳記憶力。另一位年輕的監視專家，外號松鼠(李俊昊 飾)，平日玩世不恭、嘻笑怒罵，卻能在任務上發揮令人嘆服的專業實力。一行人與擁有敏銳判斷力和反偵察能力的犯罪組織頭目詹姆士(鄭雨盛 飾)，展開一場鬥智鬥勇、險象環生的頂尖對決，勢均力敵的刺激諜戰，究竟誰將取得最後勝利？

## 演員陣容
- 薛耿求：黃班長
- 鄭雨盛：詹姆斯（影子）
- 韓孝周 ：河允珠（花豬）
- 金秉玉 ：鄭彤
- 陳慶：李室長
- 李俊昊：松鼠
- 孫敏碩（朝鲜语：손민석）：猴子
- 卞耀漢：M3(開車的嫌犯)
- 姜信河：老鼠
- 李東輝：鸚鵡
- 朴智妍：控制室工作人員
- 金智訓（朝鲜语：김지훈 (1979년)）：胖子
- 崔恩碩（朝鲜语：최은석 (배우)）：抓捕小組
- 金光炫（朝鲜语：김광현 (1971년)）：內查1
- 趙勇賢：內查2
- 卞吳忠：內查3
- 鄭鐘賢（朝鲜语：정종현 (배우)）：銀行員工
- Enes Kaya（朝鲜语：에네스 카야）：外國人
- 朴忠煥（朝鲜语：박충환）：抓捕小組

### 友情客串出演
- 任達華：西裝男

## 獲獎
- 2013年第22屆釜日電影獎
  - 最佳女主角：韓孝周
- 2013年第34屆青龍電影獎
  - 最佳女主角：韓孝周
- 2014年第50屆百想藝術大賞
  - 電影部門 女子配角賞：陳慶

## 外部連結
- 官方网站
- NAVER電影 （页面存档备份，存于）
- Daum電影 （页面存档备份，存于）
- 豆瓣电影上《绝密跟踪》的資料 （简体中文）
- 互联网电影数据库（IMDb）上《天眼跟蹤》的资料（英文）